# 韋斯特 (匈牙利)

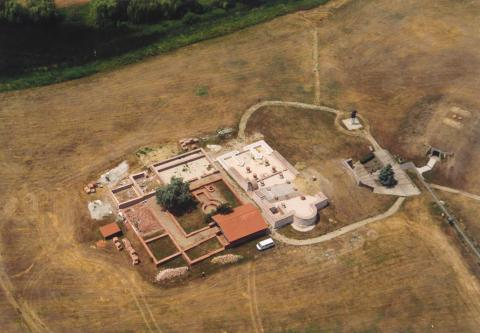

韋斯特是匈牙利的城鎮，位於該國東南部，由貝凱什州負責管轄，面積125.7平方公里，2011年人口6,829，其中約一半居民信奉基督教。1925年12月24日，洪水破壞該鎮的房屋和農場。
46°55′N 21°16′E / 46.917°N 21.267°E